# Xunzhong
Xunzhong (kinesiska: 浔中) är en köping i sydöstra Kina. Den ligger i Dehua härad i staden Quanzhou i provinsen Fujian, omkring 120 kilometer sydväst om provinshuvudstaden Fuzhou. Antalet invånare är 74 562. Befolkningen består av 36 347 kvinnor och 38 215 män. Barn under 15 år utgör 18,0 %, vuxna 15-64 år 77 %, och äldre över 65 år 3,0 %.